# Brachygalaxias
Brachygalaxias är ett släkte av fiskar. Brachygalaxias ingår i familjen Galaxiidae.
Kladogram enligt Catalogue of Life:
| Brachygalaxias | \| \| Brachygalaxias bullocki \| \| \| \| \| \| Brachygalaxias gothei \| \| \| \| |
|                | \| \| Brachygalaxias bullocki \| \| \| \| \| \| Brachygalaxias gothei \| \| \| \| |
|                | Aplochiton                                                                        |
|                |                                                                                   |
|                | Galaxias                                                                          |
|                |                                                                                   |
|                | Galaxiella                                                                        |
|                |                                                                                   |
|                | Lovettia                                                                          |
|                |                                                                                   |
|                | Neochanna                                                                         |
|                |                                                                                   |
|                | Paragalaxias                                                                      |
|                |                                                                                   |
|                | Brachygalaxias bullocki                                                           |
|                |                                                                                   |
|                | Brachygalaxias gothei                                                             |
|                |                                                                                   |

|  | Brachygalaxias bullocki |
|  |                         |
|  | Brachygalaxias gothei   |
|  |                         |